# Trägheitsabscheider
Ein Trägheitsabscheider, Trägheitskraftabscheider oder Umlenkabscheider ist ein Apparat zur Abscheidung von Partikeln, Tropfen oder Stäuben aus strömenden Gasen aufgrund der Trägheitskraft. Daher zählt er zu den Massenkraftabscheidern. Im Gegensatz zum Fliehkraftabscheider wird die Strömung nicht in Rotation versetzt, sondern nur umgelenkt.

## Wirkprinzip

Wirkprinzip eines Trägheitsabscheiders in Form eines Rohrkrümmers als Vorabscheider

Das Wirkprinzip von Trägheitsabscheidern beruht darauf, dass die im Gas suspendierten Partikel aufgrund ihrer Trägheit einer sich ändernden Strömungsbewegung nicht mehr folgen können. Sie werden an Einbauten oder Wandungen abgeschieden oder in angereicherter Form in einem Teilstrom abgetrennt. Die Umlenkwinkel sind in der Regel kleiner oder gleich 180°.
Da die Trägheitskräfte proportional zur Partikelmasse sind, werden bevorzugt schwerere und damit in der Regel größere Partikel abgeschieden. Aufgrund der umgekehrten Proportionalität der Zentrifugalkraft zu den Krümmungsradien werden möglichst kleine Krümmungsradien verwendet.
Häufig werden Trägheitsabscheider so gebaut, dass neben der Fliehkraft auch die Schwerkraft genutzt wird (Schwerkraftabscheider).

## Einsatzmöglichkeiten
Trägheitsabscheider werden häufig zur Grobentstaubung bei der Abgasreinigung eingesetzt. 
Der Trägheitseffekt wird häufig dazu genutzt, eine Vorabscheidung vor einem wirksameren Abscheidertypen, z. B. einem Elektrofilter, zu erreichen.
Trägheitsabscheider finden häufig auch als Tropfenabscheider Anwendung.
Als zuschaltbare Fremdkörperabscheider können sie zum Schutz von Triebwerken, insbesondere militärischen Turboprop- und Turboshafttriebwerken, eingesetzt werden.